# Sandra Fleckenstein

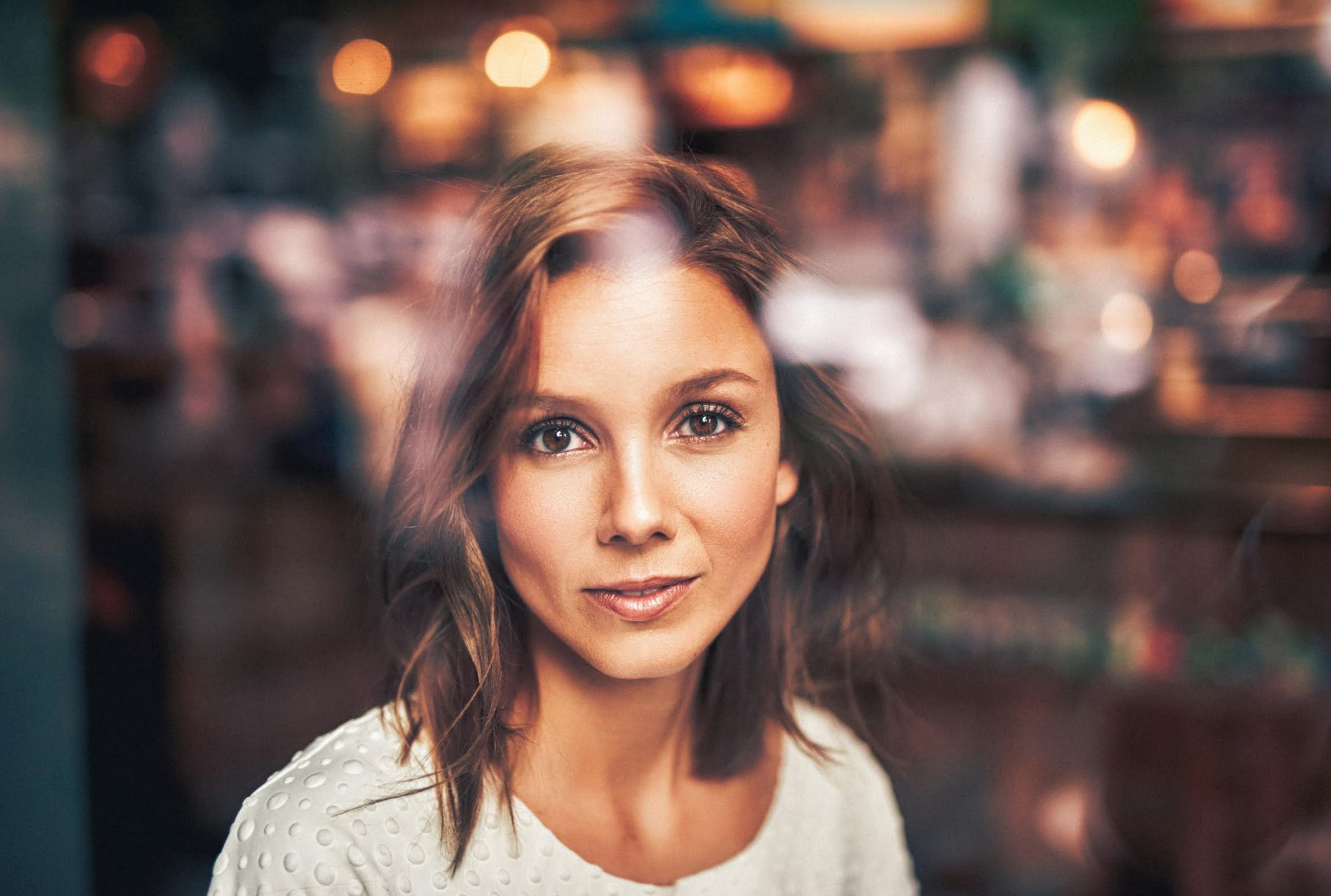
Sandra Fleckenstein (2017)

Sandra Fleckenstein (* 17. Oktober 1985 in Darmstadt) ist eine deutsche Film- und Theaterschauspielerin.

## Ausbildung
Mit neun Jahren lernte Fleckenstein zum ersten Mal beim ZDF-Dreiteiler „Tödliche Wahl“ die Arbeit am Filmset kennen. Während des Abiturs stand sie 2005 für den hessischen Tatort „Leerstand“ vor der Kamera und absolvierte im Anschluss bis 2007 eine Ausbildung an der Schauspielschule „Film Acting School Cologne“ zur staatlich anerkannten Schauspielerin. Danach studierte Fleckenstein bis 2015 an der Johannes Gutenberg-Universität in Mainz Film- & Theaterwissenschaft und schloss ihr Studium mit dem M.A. ab. Ein erster Lehrauftrag in Acting for Camera erfolgte 2011 an der Hochschule Darmstadt.

## Filmografie (Auswahl)
- 2005: Tatort: Leerstand (Regie: Niki Stein), ARD
- 2005: Der Weg zum Urizon (Regie: Thorsten Hubrich)[2]
- 2009: Unser Charly (Regie: Ed Ehrenberg), ZDF
- 2009: Fairfield (Regie: Michael Schulze)
- 2009: Erinnern ausgeschlossen (Regie: Niclas Mehne)
- 2011: Tridentität (Regie: Nicolas Rolke)
- 2013: Alles Verbrecher – Eiskalte Liebe (Regie: Jürgen Bretzinger), ARD
- 2015: Encounters (Regie: Adrian Dure)
- 2017: The Vision (Regie: Adrian Dure)
- 2018: Zweite Zukunft (Regie: Abdullah Rajab Almalla)[3]
- 2019: Stille (Regie: Erik Borner)[4]
- 2020: Kiki, Timo, Gott & Du: Kindersendung, Hope TV[5][6]

- 2022: Reminded: Sarah's Story (Regie: Adrian Dure)
- 2023: Notruf Hafenkante (Regie: Oren Schmuckler), ZDF
- 2023: Leben ist Jetzt – Die Real Life Guys (Regie: Maria-Anna Westholzer), Paramount Pictures

## Theater

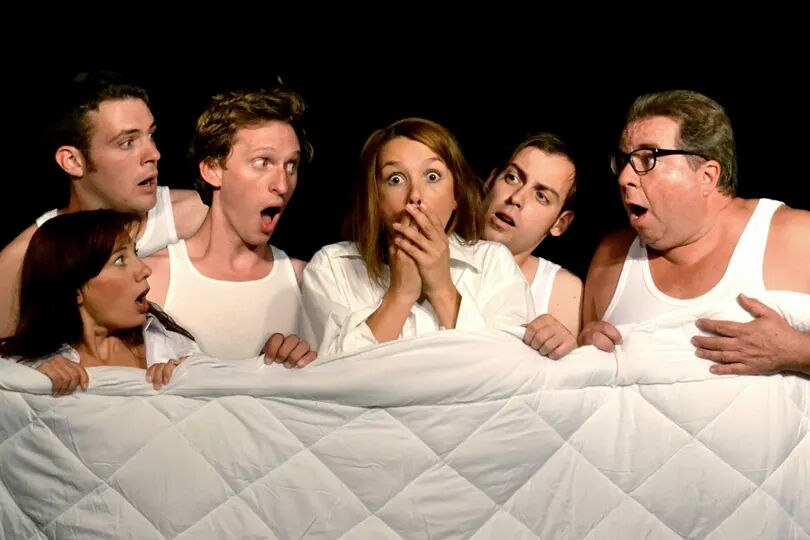
Sandra Fleckenstein (Mitte) mit dem Ensemble (u. a. Simone Wagner (1.v.l.) und Kevin Silvergieter (3.v.l.)) von Dinge, die man nachts nicht sagen sollte

- 2014 – 2019: Dinge, die man nachts nicht sagen sollte von Peter Ackerman, Theater Alte Brücke, Frankfurt (Regie: Alexander Beck)
- 2016 – 2019: Der Raub der Sabinerinnen von Franz und Paul von Schönthan, Büchner Bühne, Riedstadt (Regie: Christian Suhr)[7]
- 2017: Datterich von Ernst Elias Niebergall, Staatstheater Darmstadt (Regie: David Gieselmann)
- 2017 – 2018: Die rote Zora und ihre Bande von Kurt Held, Staatstheater Darmstadt (Regie: Ulf Goerke)[8]
- 2020: Der Glasschrank von Heinrich Rüthlein, Theater Lust Darmstadt (Regie: Iris Stromberger)[9]
- 2020 – 2021: Ein Sommernachtstraum von William Shakespeare, Staatstheater Darmstadt (Regie: Ulf Goerke)
- 2022: Ein Mosaik geliebter Irrtümer von Ananta Corte (Regie: Ananta Corte), Theater im Palast Wiesbaden
- 2023 – 2024: Kassandra von Marvin Heppenheimer (Regie: Marvin Heppenheimer), Theater Moller Haus[10]

## Synchron/Sprecherin (Auswahl)
- 2008: Zebrastreifen (Dokumentarfilm)
- 2010: Endlich Natürlich (Hörbuch)
- 2010: Krieg im Kopf (Animationsfilm)
- 2012: Catan Game Assistant (App)
- 2021–2024: Audi Virtual Training by Audi (E-Learning)
- 2021: Geliebte Irrtümer (Hörspiel)
- 2021: Starke Eltern – starke Kinder, Deutscher Kinderschutzbund (E-Learning)
- 2022: Pet Hearts (Commercial)
- 2022: maja sana (Commercial)
- 2022–2024: #ForscherinnenFreitag (#InnovativeFrauen) für das Bundesministerium für Bildung und Forschung (Podcast)

## Werbung (Auswahl)
- 2010: Verkehrsgesellschaft Frankfurt, Alle fahren mit (Regie: Thomas Bergmann)
- 2014: Deutsche Bank, Next (Regie: Cesare Del-Vecchio)
- 2017: Medipharma, Mascara med (Regie: Ina Folmer)
- 2017–2022: Testimonial für die Gesellschaft für Wirtschaftsförderung Saar (gwSaar)[11][12]
- 2018: Union Investment (Regie: Nathalie Engels)
- 2019: Hella, Mission Possible (Regie: Antonio Lenzen)
- 2024: Commerzbank (Regie: Maxim Abrossimov)
- 2024: Rossmann (Handelskette) (Regie: Jon Barber)
- 2024: LBS (Landesbausparkasse) (Regie: Marco Friede)

## Sonstiges Engagement
Seit 2016 engagiert sich Fleckenstein für die Hilfsorganisation Seed of Small Beginnings, die in Kambodscha Familien und Gemeinden nachhaltig unterstützt. Im Fokus stehen dabei zwei Schulen, für die unter anderem Schulgebäude gebaut, Lehrer und Lehrmittel finanziert und Trinkwasser zur Verfügung gestellt werden. Fleckenstein entwickelte das Unterrichtskonzept Free! to be me, das auf Basis von Singen, Tanzen und Schauspielen das Selbstbewusstsein der Kinder fördert und hat die Kinder darin unterrichtet. Im Juni 2019 unterstützte Fleckenstein die Eröffnung eines Kindergartens durch die Hilfsorganisation.
Sandra Fleckenstein ist Mitglied im Bundesverband Schauspiel und seit dem 1. Januar 2019 Regionalpatin für Frankfurt.